# Aquila Basket Trento 2015-2016
Questa voce raccoglie le informazioni riguardanti l'Aquila Basket Trento nelle competizioni ufficiali della stagione 2015-2016.

## Pre-Campionato
La Dolomiti Energia Trento nel mese di agosto ha eseguito un'amichevole con il Bayern Monaco perdendo 76-67 e successivamente ha fatto uno scrimmage con la Vanoli Cremona, perso 87-75. Queste partite sono state svolte senza Julian Wright (motivi familiari), Davide Pascolo e Giuseppe Poeta (impegnati con la Nazionale Italiana di Pallacanestro in previsione degli Europei).
La Dolomiti Energia Trento nel mese di settembre ha eseguito un'amichevole con il Bayern Monaco perdendo 78-72. Questa partita è stata svolta senza Julian Wright (motivi familiari), Davide Pascolo e Giuseppe Poeta (impegnati con la Nazionale Italiana di Pallacanestro in previsione degli Europei).
Successivamente la Dolomiti Energia Trentino ha preso parte al Trofeo Città di Caserta, al Trofeo Trentino Alto-Adige, al Memorial Brusinelli, al torneo Labronica e al torneo Diputaciòn; vincendo il Memorial Brusinelli, il torneo Labronica e il torneo Diputaciòn.
Il 23 settembre 2015 la Dolomiti Energia Trento viene premiata con la Coppa Disciplina 2014-2015.

## Stagione
La stagione 2016-2017 dell'Aquila Basket Trento sponsorizzata Dolomiti Energia, è la 2ª nel massimo campionato italiano di pallacanestro, la Serie A e partecipa all'Eurocup 2015.
Al termine della stagione d'andata si qualifica per la Coppa Italia, grazie al quinto posto in classifica in stagione regolare (20 punti). Perderà la semifinale.
In Eurocup 2015 raggiungerà la semifinale e in stagione regolare raggiungerà l'ottavo posto, valevole per i play-off. Verrà eliminata da Avellino in semifinale.
Al termine della stagione la Dolomiti Energia Trento vincerà per la seconda volta di fila la Coppa Disciplina di serie A.

## Roster

### Staff tecnico e dirigenziale
- Allenatore: Maurizio Buscaglia
- Assistente: Vincenzo Cavazzana
- Assistente: Davide Dusmet
- Preparatore Atletico: Lorenzo Taliento
- Medico: Fabio Diana
- Fisioterapista: Luana Mattivi
- Massaggiatore: Franco Jachemet

- Presidente: Luigi Longhi
- General Manager: Salvatore Trainotti
- Responsabile Organizzativo: Francesco Pomona
- Segreteria: Sara Biasoni
- Amministrazione: Anna Giordano
- Addetto agli arbitri: Mauro Zavarise
- Responsabile Marketing Commerciale: Andrea Nardelli
- Ufficio Stampa: Rudy Gaddo
- Ufficio Stampa: Stefano Trainotti
- Resp.le tecnico Settore Giovanile: Alessio Marchini

## Mercato
| Arrivi | Arrivi           | Arrivi            | Arrivi     |
| R      | Nome             | da                | Modalità   |
| ------ | ---------------- | ----------------- | ---------- |
| A      | Dominique Sutton | S.C. Warriors     | definitivo |
| P      | Giuseppe Poeta   | Manresa           | definitivo |
| AG     | Julian Wright    | Cang. de Santurce | definitivo |
| A      | Trent Lockett    | Braunschweig      | definitivo |
| C      | Luca Lechthaler  | Scandone Avellino | definitivo |
| G      | Johan Löfberg    | Örebro            | definitivo |

| Partenze | Partenze        | Partenze         | Partenze   |
| R        | Nome            | a                | Modalità   |
| -------- | --------------- | ---------------- | ---------- |
| AG       | Josh Owens      | Reyer Venezia    | definitivo |
| P        | Marco Spanghero | Scaligera Verona | definitivo |
| AG       | Isaiah Armwood  | Pall. Chieti     | definitivo |
| A        | Tony Mitchell   | Krasnyj Oktjabr' | definitivo |
| G        | Keaton Grant    | Braunschweig     | definitivo |

## Risultati

### Precampionato
| Arbitri: | Begnis Morelli Ranaudo |

|                                     |            |                                |
| Sanders 15 Baldi Rossi 11 Sutton 10 | Punti      | 24 Dedovic 16 Taylor 11 Bryant |
| Flaccadori 3                        | Assist     | 5 Taylor                       |
| Lechthaler 7                        | Rimbalzi   | 8 Bryant                       |
| Buscaglia                           | Allenatori | Pesic                          |

| Carisolo 29 agosto 2015, ore 18:00 UTC+2 Scrimmage | Aquila Trento | 75 – 87 (21-18, 37-36, 52-58) referto | Vanoli Cremona | Palasport (400 spett.) |
| \| \| \| \| \| Sutton 21 Lockett 15 Flaccadori 12 \| Punti \| 21 McGee 18 Turner 14 Washington \| \| Sutton 8 \| Rimbalzi \| 8 Southerland \| \| Buscaglia \| Allenatori \| Pancotto \| |               |                                       |                |                        |
| |               |                                       |                |                        |
| Sutton 21 Lockett 15 Flaccadori 12 | Punti         | 21 McGee 18 Turner 14 Washington      |                |                        |
| Sutton 8 | Rimbalzi      | 8 Southerland                         |                |                        |
| Buscaglia | Allenatori    | Pancotto                              |                |                        |

| Arbitri: | Menegalli Del Greco Bramante |

|                                 |            |                                    |
| Lockett 15 Sutton 14 Sanders 12 | Punti      | 24 Savanovic 17 Thompson 16 Taylor |
| Sutton 9                        | Rimbalzi   | 7 Bryant                           |
| Buscaglia                       | Allenatori | Pesic                              |

| Arbitri: | Matteo Boninsegna Roberto Radaelli Saverio Barone |

|                                       |            |                                       |
| Sutton 25 Baldi Rossi 13 Löfberg 10   | Punti      | 25 Pecháček 14 Lavrinovič 13 Kaukėnas |
| Poeta, Wright, Sanders, Baldi Rossi 3 | Assist     | 5 De Nicolao                          |
| Sanders 6                             | Rimbalzi   | 7 Pecháček                            |
| Buscaglia                             | Allenatori | Menetti                               |

| Arbitri: | Weidmann Sabetta Caiazza |

|                                          |            |                                    |
| Wright 16 Baldi Rossi 16 Pascolo Poeta 8 | Punti      | 19 Voskuil 13 Callahan 8 Olasewere |
| Baldi Rossi 8                            | Rimbalzi   | 8 Olasewere                        |
| Buscaglia                                | Allenatori | Saibene                            |

| Arbitri: | Ciaglia Ascione |

|                                       |            |                              |
| Wright 12 Forray 11 Pascolo Lockett 8 | Punti      | 31 Siva 10 Jones 9 Gaddefors |
| Buscaglia                             | Allenatori | Dell'Agnello                 |

| Arbitri: | Ciaglia Ascione Beneduce |

|                                    |            |                                    |
| Pascolo 17 Sutton 13 Flaccadori 10 | Punti      | 15 Kaukėnas 12 Lavrinovič 11 Lilov |
| Sutton 10                          | Rimbalzi   | 10 Brown                           |
| Buscaglia                          | Allenatori | Menetti                            |

| Arbitri: | Del Greco Bramante Yang Yao |

|                                 |            |                                          |
| Sanders 17 Pascolo 14 Sutton 11 | Punti      | 17 Jasaitis 16 Perl 7 Laquintana Oriakhi |
| Poeta 7                         | Assist     | 3 Basile Nicevic                         |
| Flaccadori 5                    | Rimbalzi   | 12 Oriakhi                               |
| Buscaglia                       | Allenatori | Griccioli                                |

| Arbitri: | Weidmann (Roma) Aronne (Vitebo) Di Francesco (Teramo) |

|                                |            |                                 |
| Wright 26 Sutton 16 Sanders 14 | Punti      | 24 Rice 20 Cortese 19 Spanghero |
| Baldi Rossi 4                  | Assist     | 3 Spanghero saccaggi De Ros     |
| Baldi Rossi 9                  | Rimbalzi   | 6 Da Ros Chikoko                |
| Buscaglia                      | Allenatori | Crespi                          |

| Livorno 2015 Labronica                       | Aquila Trento | 74 – 56 referto | Virtus Bologna |  |
| \| \| \| \| \| Buscaglia \| Allenatori \| \| |               |                 |                |  |
|                                              |               |                 |                |  |
| Buscaglia                                    | Allenatori    |                 |                |  |

| Livorno 2015 Labronica                       | Aquila Trento | 98 – 54 referto | Auxilium Torino |  |
| \| \| \| \| \| Buscaglia \| Allenatori \| \| |               |                 |                 |  |
|                                              |               |                 |                 |  |
| Buscaglia                                    | Allenatori    |                 |                 |  |

| Arbitri: | Gonzalez Sacristian Manuel |

|           |            |  |
| Buscaglia | Allenatori |  |

### Serie A

#### Girone di andata[12]
| Trento 4 ottobre 2015, ore 18:15 UTC+2 1ª giornata | Aquila Trento | – | Olimpia Milano | PalaTrento |

| Cremona 11 ottobre 2015, ore 18:15 UTC+2 2ª giornata | Vanoli Cremona | – | Aquila Trento | PalaRadi |

| Trento 18 ottobre 2015, ore 18:15 UTC+2 3ª giornata | Aquila Trento | – | Pistoia Basket | PalaTrento |

| Brindisi 25 ottobre 2015, ore 18:15 UTC+1 4ª giornata | N.B. Brindisi | – | Aquila Trento | PalaPentassuglia |

| Avellino 1 novembre 2015, ore 18:15 UTC+1 5ª giornata | Scandone Avellino | – | Aquila Trento | PalaDelMauro |

| Trento 8 novembre 2015, ore 18:15 UTC+1 6ª giornata | Aquila Trento | – | V.L. Pesaro | PalaTrento |

| Trento 15 novembre 2015, ore 18:15 UTC+1 7ª giornata | Aquila Trento | – | Pall. Varese | PalaTrento |

| Reggio Emilia 22 novembre 2015, ore 18:15 UTC+1 8ª giornata | Pall. Reggiana | – | Aquila Trento | PalaBigi |

| Trento 29 novembre 2015, ore 18:15 UTC+1 9ª giornata | Aquila Trento | – | Auxilium Torino | PalaTrento |

| Sassari 6 dicembre 2015, ore 18:15 UTC+1 10ª giornata | Dinamo Sassari | – | Aquila Trento | PalaSerradimigni |

| Trento 13 dicembre 2015, ore 18:15 UTC+1 11ª giornata | Aquila Trento | – | Virtus Bologna | PalaTrento |

| Cantù 20 dicembre 2015, ore 18:15 UTC+1 12ª giornata | Pall. Cantù | – | Aquila Trento | Mapooro Arena |

| Trento 23 dicembre 2015, ore 20:30 UTC+1 13ª giornata | Aquila Trento | – | Orlandina | PalaTrento |

| Venezia 27 dicembre 2015, ore 18:15 UTC+1 14ª giornata | Reyer Venezia | – | Aquila Trento | PalaTaliercio |

| Trento 3 gennaio 2016, ore 18:15 UTC+1 15ª giornata | Aquila Trento | – | Juvecaserta | PalaTrento |